# 奥村七郎

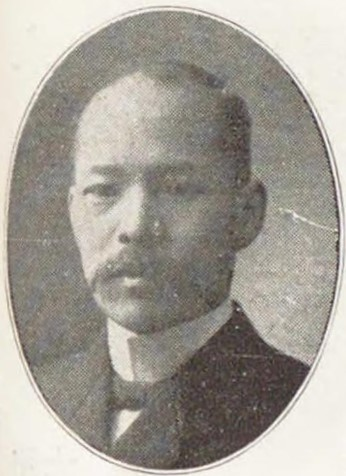
奥村七郎

奥村 七郎（おくむら ひちろう、1861年4月18日（文久元年3月9日） - 1922年（大正11年）1月21日）は、日本の政治家、実業家。衆議院議員（憲政会）、博多米穀取引所理事長、博多商業会議所会頭。

## 略歴
1861年（文久元年3月）、筑前国遠賀郡浅木村（現福岡県遠賀郡遠賀町）に生まれる。東京法学校（現・法政大学、明治23年）、英吉利法律学校、明治法律学校を卒業し、弁護士となる。福岡市会議員、同市参事会員を経て、第12回衆議院議員総選挙に出馬し、当選する。
また、博多米穀取引所理事長、博多商業会議所会頭、博多電灯（後の九州電灯鉄道）・九州生命保険・鎮西倉庫各社の取締役、第十七銀行監査役などを務めた。